# St. Elisabeth (Brandenburg an der Havel)

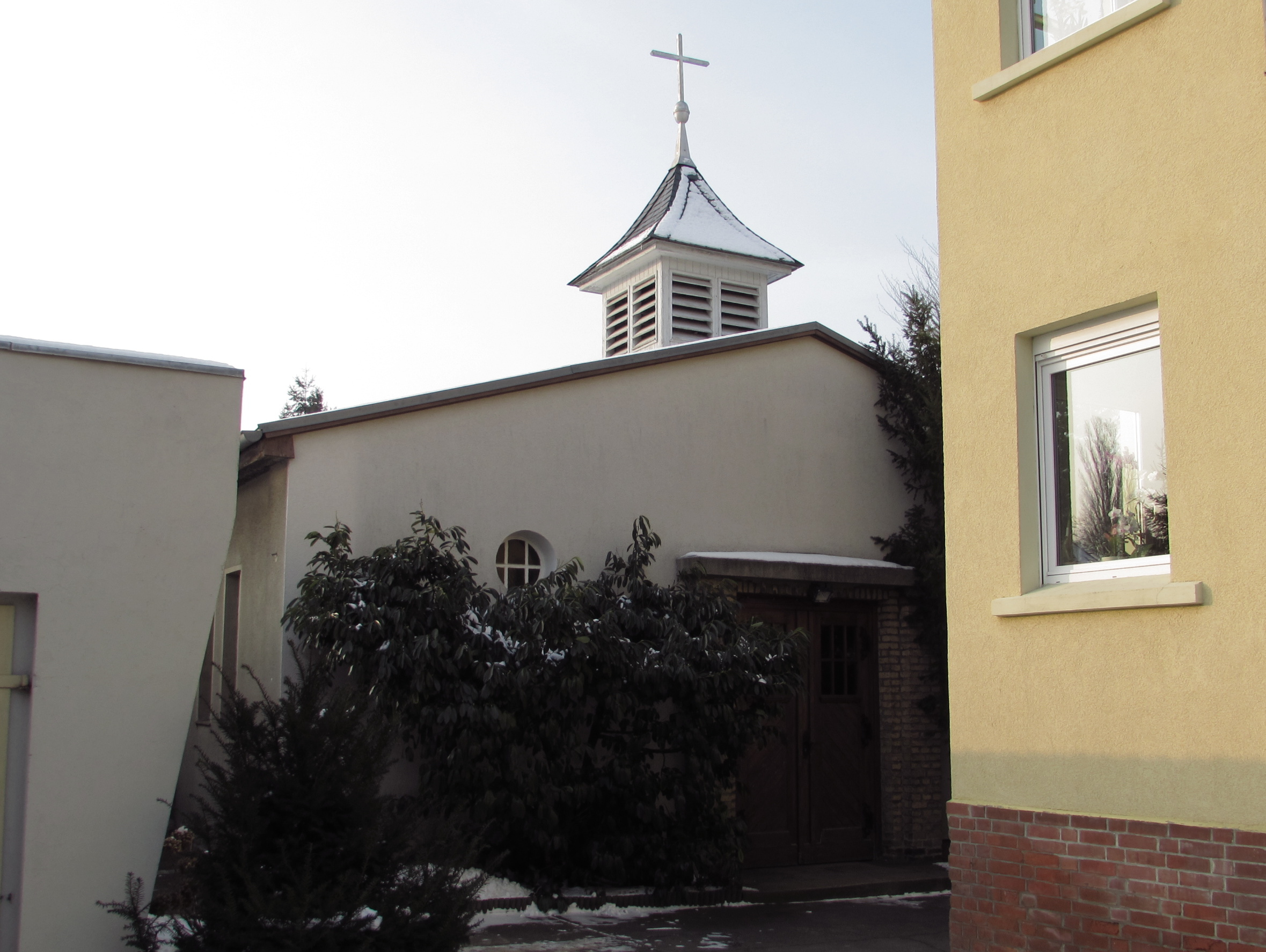
St. Elisabeth von Osten

Die Kapelle Sankt Elisabeth ist eine katholische Filialkirche im Stadtteil Görden der Stadt Brandenburg an der Havel, ein Barackenbau.

## Geschichte

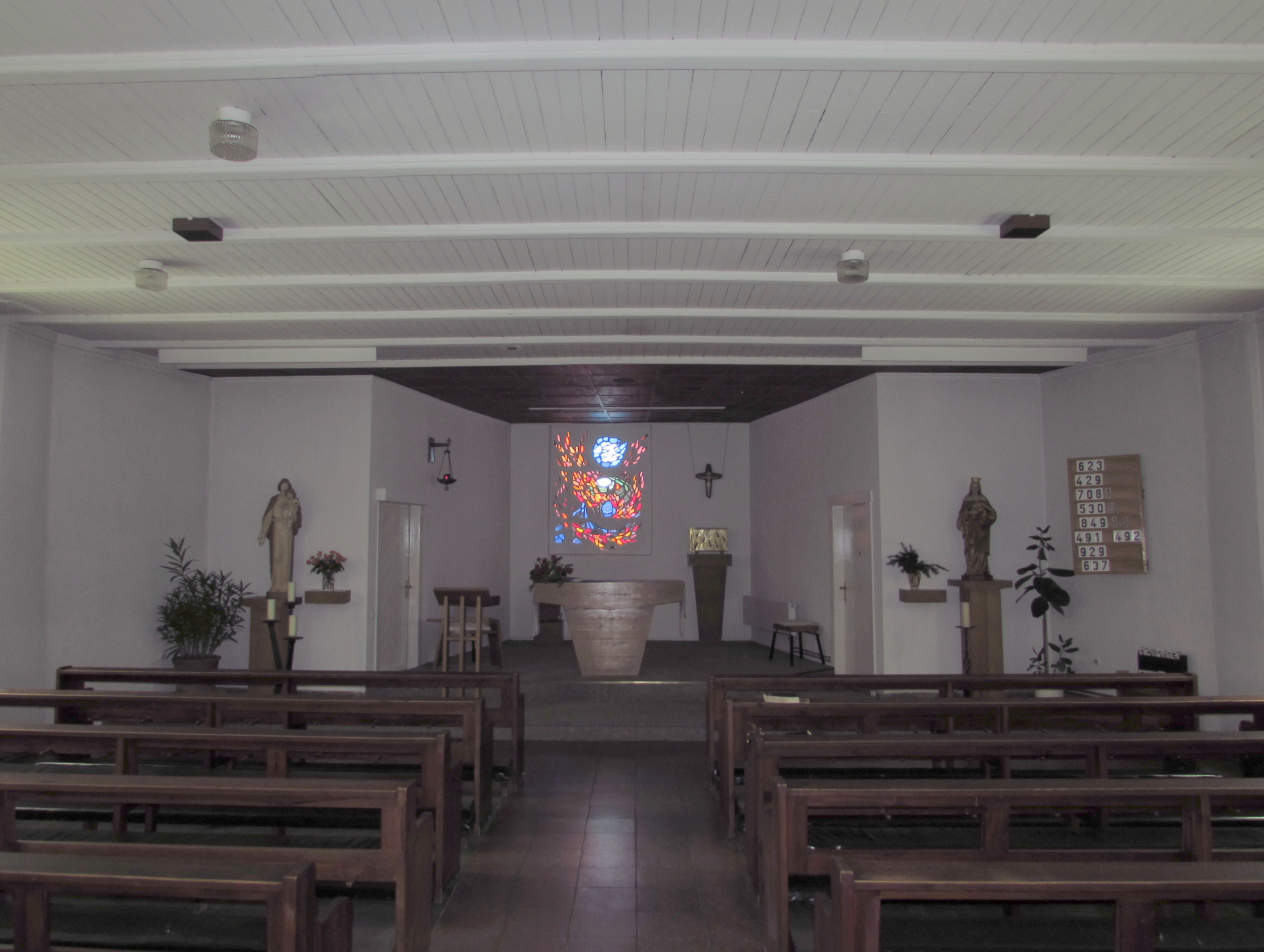
Sankt Elisabeth von Innen

Seit dem Jahr 1942 hielt Pfarrer Jochmann in einer evangelischen Notkapelle im Stadtteil Görden katholische Gottesdienste. 1947 erwarb die Gemeinde ein Haus in der Mendelssohnstraße 3 mit einem zugehörigen Grundstück und richtete in zwei Zimmern im Erdgeschoss eine Notkapelle ein. Da nach Ende des Zweiten Weltkriegs zahlreiche katholische Vertriebene aus den Gebieten östlich der Oder und aus dem Sudetenland auch nach Brandenburg gekommen waren, war die Gemeinde auf dem Görden auf 1800 Mitglieder angewachsen. Diese Menge war selbst mit drei Sonntagsgottesdiensten nicht in den Kirchenräumen unterzubringen, weswegen viele zur Pfarrkirche Heilige Dreifaltigkeit in die Innenstadt fuhren, um dort an den Gottesdiensten teilzunehmen.
Im Jahr 1951 übernahm Kuratus Karl Rudolph Metzen die Gemeinde und bemühte sich um den Bau einer Kirche. Schon am 1. November 1951 fand die Grundsteinlegung für die Sankt Elisabethkirche auf dem Grundstück in der Mendelssohnstraße hinter dem Pfarrhaus statt. Die Kirche wurde als flacher Barackenbau errichtet. Die Entwürfe für den Bau stammen von den Architekten Hermann Lebegern und Conrad Puchalla und die Bauarbeiten wurde zum überwiegenden Teil von Mitgliedern der Gemeinde ausgeführt. Bereits ein halbes Jahr nach der Grundsteinlegung konnte die Kirche am 25. Mai 1952 vom Generalvikar des Bistums Berlin Georg Puchowski der heiligen Elisabeth von Thüringen geweiht werden. Am 1. Juni 1956 wurde die Gemeinde in die vermögensrechtliche Selbständigkeit entlassen. 
1966 erfolgte eine Umgestaltung des Altarraums, wobei der Künstler Paul Stippekohl einen neuen Altar aus Holz anfertigte. 
Wegen des Mitgliederschwundes wurden die Kuratien St. Bernhard und St. Elisabeth mit der Dreifaltigkeitsgemeinde zu einer Gemeinde vereint.

## Bauwerk
Sankt Elisabeth ist ein schlichter grauer und flacher Nachkriegsputzbau, eine seltene Kirche noch in dauerhafter Form einer Baracken. Sie befindet sich auf dem Hinterhof des Wohnhauses Mendelsohnstraße 3 und ist von der Straße nur bedingt einsehbar. Nur ein Teil der Front und der das Geläut tragende Dachreiter sind zu erkennen. Um das Bauwerk herum erkennt man einen gemauerten Sockel. Das Portal öffnet sich nach Osten. Die Seiten sind mit gelben Klinkern gemauert. Sie sind einfach abgestuft. Der Türsturz springt als Verdachung hervor. Die Tür aus Holz ist zweiflüglig und besitzt eiserne Beschläge und durch Sprossen sechsgeteilte Fenster. Neben dem Portal gibt es jeweils Fenster, zwei Ochsenaugen. Aufgrund der flachen Dachkonstruktion ist auch das Giebeldreieck nach Osten sehr flach. Auf dem First gibt es einen kleinen Dachreiter mit Schallöffnungen für das Geläut und einem Pyramidendach. Die Spitze des Reiters bildet ein schlichtes Kreuz.
Die nördliche Fassade ist durch vier Lisenen fünfgeteilt. In den von Osten ersten vier Flächen wurden jeweils zwei Sprossenfenster eingearbeitet, im westlichsten, im Bereich des Altarraums gibt es ein zweites Portal mit einer einflügeligen Tür. Die Südwand zeigt der Nordseite gleichgestaltete vier durch Lisenen gebildete Flächen, in denen jeweils zwei Fenster sitzen. Der westlichste Abschnitt auf Höhe des Altarraums ist dem der Nordseite nicht entsprechend gestaltet. Er fällt in einem flachen Winkel leicht nach Süd-Südwest gegenüber der Südwand ab, sodass der gesamte Kirchenbau einen unregelmäßigen pentagonalen Grundriss besitzt. Die südsüdwestliche Wand, hinter der sich die Sakristei der Kirche befindet, ist durch eine Lisene zweigeteilt, besitzt aber keine Fenster oder Tür. Ecklisenen greifen von Norden und Süden beidseits auf die Westwand, die ebenfalls zweigeteilt ist. Auffällig ist ein großes mit Beton und farbigen Glasfragmenten gestaltetest Rechteckfenster zum Altarraum. Neben diesem gibt es ein kleines Fenster zur Sakristei.

## Ausstattung
Hinter dem Ostportal gibt es einen Vorraum zur Kirche, der für Gemeindearbeiten genutzt wird. Im Kirchensaal befindet sich an den Wänden eine kleinere Ausführung der vom Künstler Josef Krautwald geschaffen modernen Darstellung des Kreuzwegs, die sich in einer größeren Version in der Pfarrkirche Heilige Dreifaltigkeit befindet. Eine Jungfrau mit Kind und seit 1999 eine neugotische Statue der heiligen Elisabeth stehen rechts und links des von Stippekohl geschaffenen Altars.